# Papežská univerzita Gregoriana
Papežská univerzita Gregoriana či prostě Gregoriánská univerzita (lat. Pontificia Universitas Gregoriana, it. Pontificia Università Gregoriana) je patrně nejvýznamnější z papežských univerzit města Říma. 

## Historie
Pokračuje v odkazu Římské koleje (lat. Collegium Romanum), nejstarší jezuitské univerzity, založené sv. Ignácem z Loyoly před více než 450 lety. Gregoriana se skládá z několika fakult a institutů zaměřených na různé obory humanitních věd, z nichž si zasluhuje zvláštní pozornost teologické oddělení, jedno z největších na světě, s 1600 studenty z více než 130 zemí.
Hlavní budova je na náměstí Piazza della Pilota na jihozápadním svahu Kvirinálu, nedaleko Fontány di Trevi.

## Fakulty
Papežská univerzita Gregoriana má šest fakult, které se věnují následujícím oborům:
- Teologie
- Církevní právo
- Filozofie
- Církevní dějiny a kulturní památky církve
- Misiologie
- Sociální vědy

## Instituty
Čtyři instituty univerzity se zabývají těmito obory:
- Spiritualita
- Psychologie
- Náboženské vědy
- Náboženství a kultura

## Další studijní programy
- Sociální komunikace
- Judaistická studia
- Laici

## Slavní studenti a profesoři
Mezi slavné studenty Gregoriany patří i čtrnáct papežů:
- Řehoř XV.
- Urban VIII.
- Inocenc X.
- Klement XI.
- Lev XIII.
- Pius XII.
- Pavel VI.
- Jan Pavel I.

Mezi slavné absolventy patří světci (20) a blahoslavení (39), například:
- Sv. Robert Bellarmin
- Sv. Alois Gonzaga
- Sv. Maxmilián Kolbe

Dalšími známými studenty a profesory byli:
- Jezuitský matematik a astronom Paul Gulding
- „Otec aeronautiky“, jezuita Francesco Lana de Terzi, který studoval u proslulého jezuitského profesora Athanasia Kirchera
- Jezuitský filozof, teolog a ekonom 20. století, Bernard Lonergan
- Vincenzo Riccati, jezuita, myslitel, který se poprvé zabýval hyperbolickými funkcemi
- Jezuita Niccolo Zucchi, vynálezce konkávního zrcadlového teleskopu
- Salvadorský arcibiskup a mučedník Óscar Romero
- „Poslední renesanční osobnost“ Athanasius Kircher
- Jezuita Christopher Clavius, známý díky své spolupráci na vzniku gregoriánského kalendáře
- Fyzik a matematik Ruđer Bošković
- Reginald Foster, světový odborník v latinském jazyce, který vyučoval na Gregoriáně do r. 2006

Značné množství vedoucích odborníků katolické církve a členů kolegia kardinálů prošlo intelektuální formací na této univerzitě.